# Supercoppa dei Paesi Bassi 2015
La Supercoppa dei Paesi Bassi 2015 (ufficialmente Johan Cruijff Schaal XIX) è stata la ventiseiesima edizione della Johan Cruijff Schaal.
Si è svolta il 2 agosto 2015 all'Amsterdam ArenA tra il Groningen, vincitore della Coppa dei Paesi Bassi, e il PSV, vincitore della Eredivisie.
La vittoria del trofeo è andata al PSV, che ha così conquistato la sua decima Supercoppa.

## Partecipanti
| Squadre   | Qualificazione                       | Partecipazioni precedenti (il grassetto indica la vittoria)                             |
| --------- | ------------------------------------ | --------------------------------------------------------------------------------------- |
| PSV       | Vincitore della Eredivisie 2014-2015 | 14 (1991, 1992, 1996, 1997, 1998, 2000, 2001, 2002, 2003, 2005, 2006, 2007, 2008, 2012) |
| Groningen | vincitore della KNVB beker 2014-2015 | Nessuna                                                                                 |

## Tabellino
| Arbitro: | Bas Nijhuis |

|  |           |                            |
|  | Marcatori | 25’, 63’ de Jong 50’ Maher |

| Groningen | PSV |

### Formazioni
| Groningen:        |    |                    |     |     |
|                   |    |                    |     |     |
| P                 | 1  | Sergio Padt        |     |     |
| D                 | 33 | Hans Hateboer (c)  |     |     |
| D                 | 3  | Eric Botteghin     |     |     |
| D                 | 21 | Rasmus Lindgren    | 67’ |     |
| D                 | 28 | Abel Tamata        |     |     |
| C                 | 24 | Tom Hiariej        |     |     |
| C                 | 10 | Albert Rusnák      |     | 62’ |
| C                 | 22 | Simon Tibbling     |     | 74’ |
| A                 | 7  | Jarchinio Antonia  |     |     |
| A                 | 8  | Michael de Leeuw   |     |     |
| A                 | 11 | Bryan Linssen      |     | 62’ |
| A disposizione:   |    |                    |     |     |
| P                 | 26 | Peter van der Vlag |     |     |
| D                 | 2  | Johan Kappelhof    |     |     |
| D                 | 5  | Lorenzo Burnet     |     |     |
| C                 | 17 | Jesper Drost       |     | 62’ |
| A                 | 9  | Danny Hoesen       |     |     |
| A                 | 14 | Mimoun Mahi        |     | 62’ |
| A                 | 38 | Juninho Bacuna     |     | 74’ |
| Allenatore:       |    |                    |     |     |
| Erwin van de Looi |    |                    |     |     |

| PSV:            |    |                      |     |     |
|                 |    |                      |     |     |
| P               | 1  | Jeroen Zoet          |     |     |
| D               | 4  | Santiago Arias       |     |     |
| D               | 5  | Jeffrey Bruma        |     |     |
| D               | 2  | Nicolas Isimat-Mirin |     |     |
| D               | 14 | Simon Poulsen        |     | 69’ |
| C               | 6  | Davy Pröpper         |     |     |
| C               | 29 | Jorrit Hendrix       |     |     |
| C               | 10 | Adam Maher           |     | 85’ |
| A               | 11 | Luciano Narsingh     |     |     |
| A               | 9  | Luuk de Jong (c)     |     |     |
| A               | 19 | Jürgen Locadia       |     | 74’ |
| A disposizione: |    |                      |     |     |
| P               | 22 | Remko Pasveer        |     |     |
| D               | 20 | Joshua Brenet        |     | 69’ |
| D               | 33 | Suently Alberto      |     |     |
| C               | 8  | Stijn Schaars        |     |     |
| C               | 18 | Andrés Guardado      | 90’ | 74’ |
| A               | 7  | Gastón Pereiro       |     | 85’ |
| A               | 16 | Maxime Lestienne     |     |     |
| Allenatore:     |    |                      |     |     |
| Phillip Cocu    |    |                      |     |     |